# Uroleucon ensifoliae
Uroleucon ensifoliae är en insektsart. Uroleucon ensifoliae ingår i släktet Uroleucon och familjen långrörsbladlöss. Inga underarter finns listade i Catalogue of Life.